# Caesar Mannelli
Caesar Mannelli   (Forni di Sopra, 7 de juliol de 1897 - Antioch, 3 de maig de 1936) va ser un esportista italià de naixement, però que es traslladà a viure als Estats Units quan tan sols tenia un any. Va competir durant la dècada de 1920. Destacà com a jugador de rugbi a 15, de bàsquet i de beisbol. Estudià a la Universitat de Santa Clara.
El 1924 va ser seleccionat per jugar amb la selecció dels Estats Units de rugbi a 15 que va prendre part en els Jocs Olímpics de París, on guanyà la medalla d'or.